# Lockheed Altair
Lockheed Altair là một loại máy bay thể thao của Hoa Kỳ trong thập niên 1930.

## Biến thể

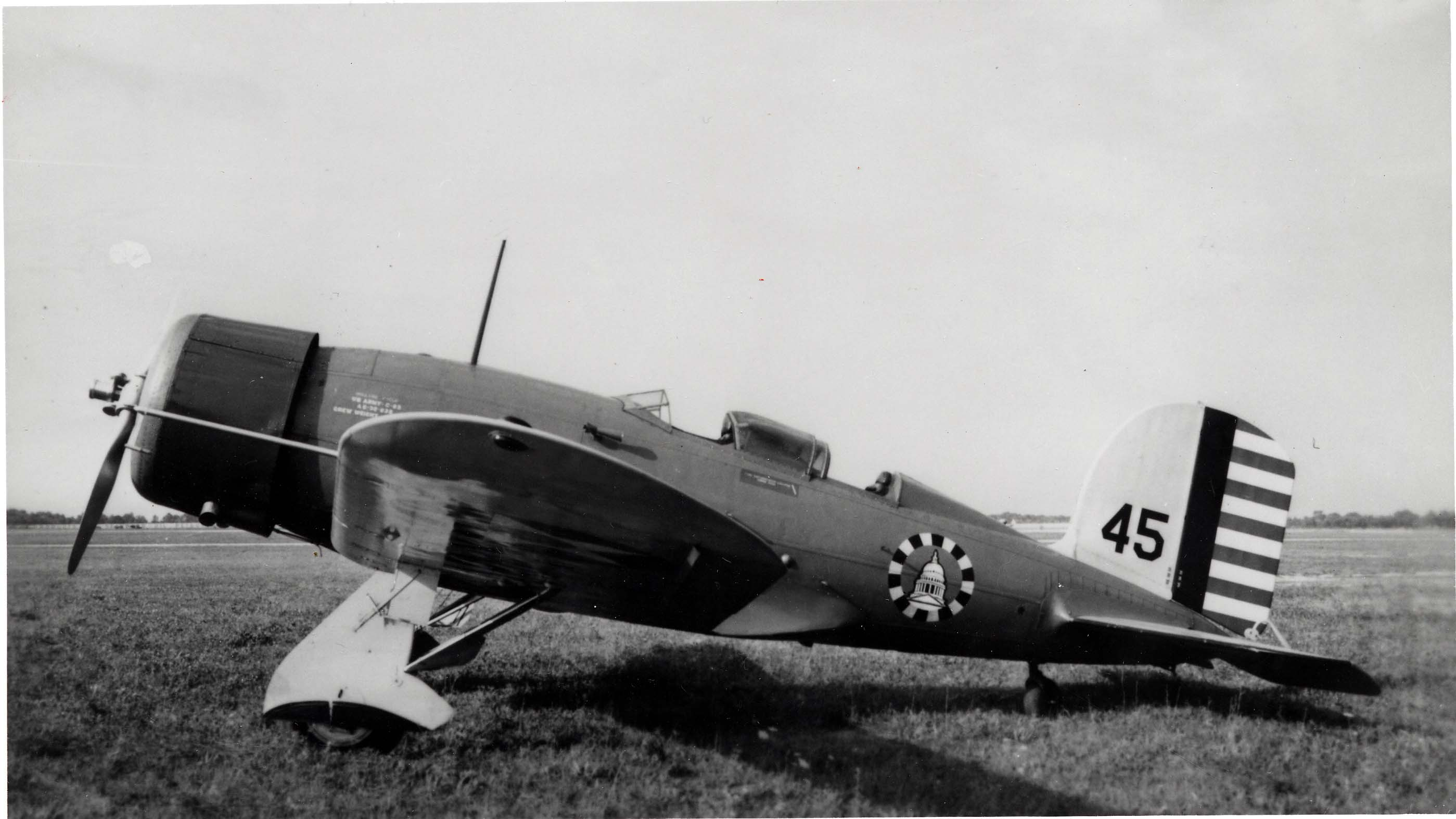
C-23

Lockheed XRO-1 tại Langley

8D Altair
Sirius 8 Special
DL-2A
Y1C-23
Y1C-25
XRO-1

## Quốc gia sử dụng
Nhật Bản
- Mainichi Shimbun

 Hoa Kỳ
- Không quân Lục quân Hoa Kỳ
- Hải quân Hoa Kỳ

## Tính năng kỹ chiến thuật (Y-1-23)
Dữ liệu lấy từ Lockheed Aircraft since 1913
Đặc điểm tổng quát
- Kíp lái: 1
- Chiều dài: 28 ft 4 in (8,64 m)
- Sải cánh: 42 ft 9 in (13,03 m)
- Chiều cao: 9 ft 6 in (2,90 m)
- Diện tích cánh: 293,2 ft² (27,24 m²)
- Trọng lượng rỗng: 3.235 lb (1.468 kg)
- Trọng lượng có tải: 4.895 lb (2.220 kg)
- Động cơ: 1 × Pratt & Whitney SR-1340E Wasp, 500 hp (373 kW)

 Hiệu suất bay 
- Vận tốc cực đại: 207 mph (180 kn, 333 km/h) trên độ cao 7.000 ft (2.140 m)
- Vận tốc hành trình: 175 mph (152 kn, 282 km/h)
- Tầm bay: 580 mi (504 hải lý, 935 km)
- Trần bay: 23.800 ft (7.255 m)
- Tải trên cánh: 52,5 lb/ft² (81,5 kg/m²)
- Công suất/trọng lượng: 0,10 hp/lb (0,17 kW/kg)
- Lên độ cao 7.000 ft (2.140 m): 9,4 phút